# (113214) Vinkó
(113214) Vinkó, désignation internationale (113214) Vinko, est un astéroïde de la ceinture principale.

## Description
(113214) Vinko est un astéroïde de la ceinture principale. Il fut découvert le 9 septembre 2002 à Piszkesteto par Krisztián Sárneczky. Il présente une orbite caractérisée par un demi-grand axe de 3,02 UA, une excentricité de 0,09 et une inclinaison de 10,0° par rapport à l'écliptique.

## Compléments